# نانسي ألفاريز
نانسي ألفاريز (بالإسبانية: Nancy Álvarez)‏ هي تريثلت أرجنتينية، ولدت في 3 يونيو 1976 في بوينس آيرس في الأرجنتين.

## وصلات خارجية
- نانسي ألفاريز على موقع أوليمبيديا (الإنجليزية)